# Dendronanthus indicus
La lavandera forestal o lavandera de los bosques (Dendronanthus indicus)
 es una especie de ave paseriforme de la familia Motacillidae. Tiene un plumaje distintivo que la diferencia de otras lavanderas y tiene el hábito de mover la cola de lado a diferencia de los movimientos habituales arriba y abajo de las otras especies de lavandera. Es la única especie de lavandera que anida en los árboles. Vive principalmente en hábitats forestales, se reproduce en los zonas templadas del este de Asia e inverna en Asia tropical desde la India hasta Indonesia. Es monotípica dentro del género Dendronanthus.

## Descripción

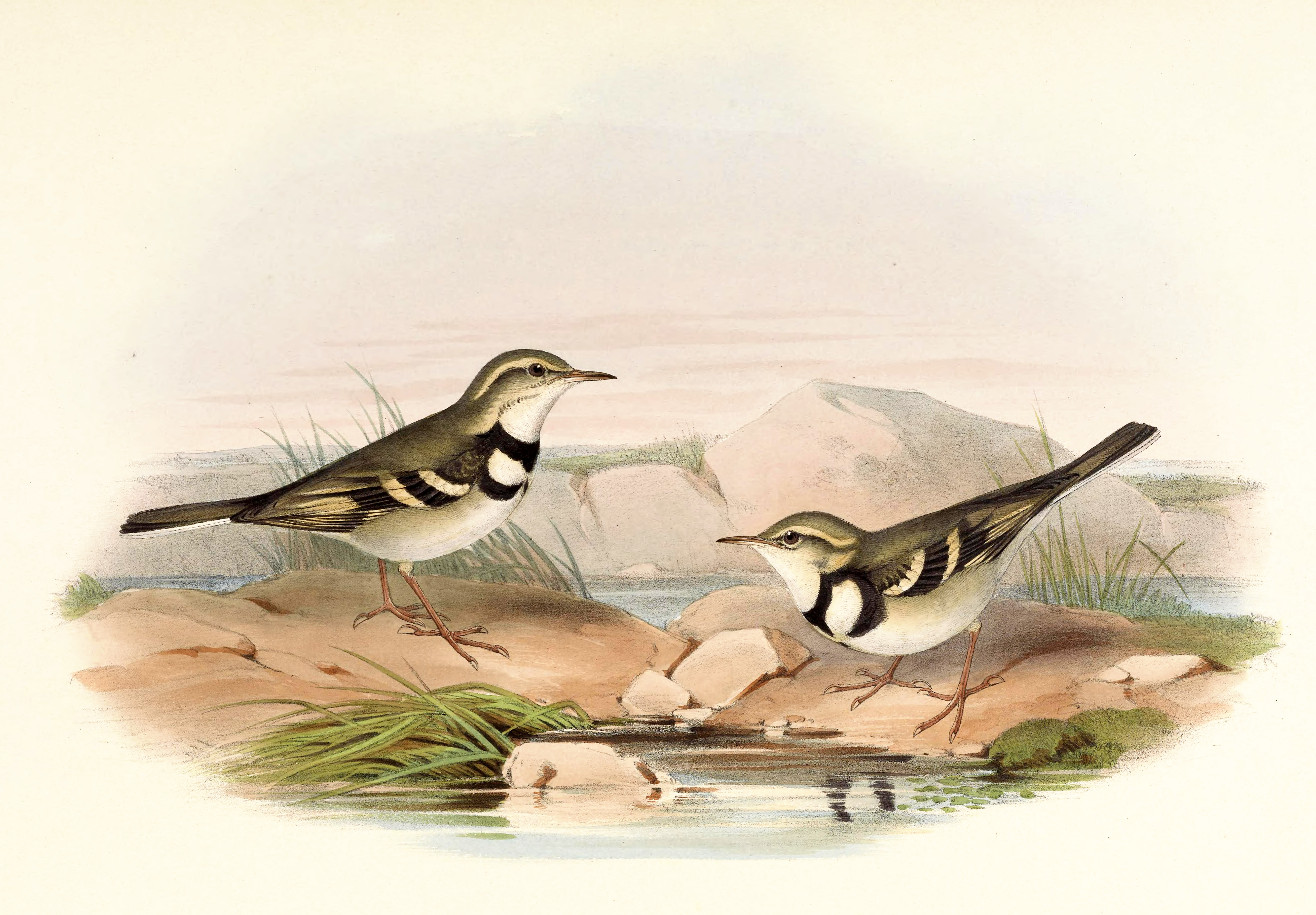
Pintura de John Gould en Birds of Asia.

Es un pájaro delgado con la cola larga, mide unos 18 cm de longitud. La parte posterior y la corona son de color marrón oliva, y las alas son de color negro con dos barras amarillas y bordes terciarios blancos. Tiene una lista superciliar blanca, por encima de una franja oscura a través del ojo. Las partes inferiores son de color blanco, además de una doble banda negra en el pecho. Ambos sexos son similares en apariencia. Las aves jóvenes son más amarillentas en la parte inferior.

## Distribución y hábitat
Como su nombre vulgar y científico lo indican, esta es una especie de bosque, lo que la distingue de todas las otras lavanderas. Por lo general habita en áreas abiertas del bosque, tales como desmontes. En invierno se encuentra principalmente en los hábitats forestales sombreados o por caminos en las plantaciones de café y claros en los bosques.
Las áreas de reproducción se encuentran en Asia oriental, partes de Corea, partes de China (Kansu, Anhui, Hunan) y partes de Siberia. Los registros de cría en Assam han sido cuestionados. Migra a las partes más calientes de Asia en invierno alcanzando el sur de la India y Sri Lanka a través de las islas Andamán. Ha sido registrado como vagabundo en las Maldivas.

## Comportamiento y ecología

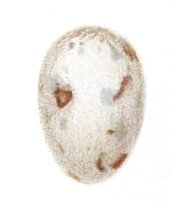
Patrón de huevo

Pueden ser encontradas solas o en pequeños grupos. A menudo se alimenta en los árboles, capturando insectos a lo largo de los ramas de estos. También pueden alimentarse en el suelo como un bisbita y cuando se les molesta vuelan hacia los árboles con un fuerte pink. Duermen en compañía de otras lavanderas entre juncos. La canción incluye notas bisílabas tsi-fee repetidas varias veces. Pueden subir ramas escarpadas y correrán rápidamente a lo largo de las ramas horizontales.
La época de reproducción es en mayo en el noreste de la India y en junio en la región de Amur. Deja los cuarteles de invierno a finales de marzo en Sri Lanka y a mediados de marzo en la península de Malaca, los últimos pájaros salen alrededor de mayo. Durante las primaveras especialmente frías, la llegada a los lugares de cría de verano cerca del río Kedrovaya (Ussuri) puede ser tan tarde como a finales de mayo. Los machos cantan desde mayo a julio, y al llamar se balancean en cada sílaba. Es la única lavandera que construye nidos en los árboles, a menudo robles. Construye su nido en forma de cuenco formado por hierbas finas y raicillas enmarañadas con musgo y telarañas. El nido es construido por la hembra sola y el macho monta guardia cerca. La nidada habitual es de cinco huevos, incubados por la hembra sola por aproximadamente 13 a 15 días. La incubación comienza antes de que la puesta completa sea colocada y los huevos eclosionan a intervalos. Los polluelos empluman y dejar el nido después de unos 10 a 12 días. Tanto los machos como las hembras participan en la alimentación de los jóvenes. Al igual que otras lavanderas, esta especie es insectívora.
Aparte del patrón inusual en el plumaje y el  hábitat, las lavanderas forestales se diferencia de sus parientes Motacilla en su extraña costumbre de balancear la cola de lado a lado, no hacia arriba y hacia abajo como las otras lavanderas. El nombre japonés Jokofury-sekirei se basa en este hábito. En Sri Lanka, con frecuencia buscan gusanos en el estiércol de ganado y por esta razón se conocen como gomarita (=esparcidor de estiércol).

## Otras fuentes
- Voelker, G. & Edwards, S.V. (1998) Can weighting improve bushy trees? Models of cytochrome b evolution and the molecular systematics of pipits and wagtails (Aves: Motacillidae) Systematic Biology, 47, 589–603.
- Voelker, G. (2002) Systematics and historical biogeography of wagtails: dispersal versus vicariance revisited. The Condor, 104, 725–739.